# Barbado da Terceira
Barbado da Terceira é uma raça canina com origem na ilha Terceira (Açores), reconhecida em Portugal pelo Clube Português de Canicultura (CPC) desde Novembro de 2004, mas ainda não reconhecido pela FCI. O barbado da Terceira é décima raça pura canina portuguesa reconhecida pelo CPC.

## Descrição
Desde a década de 1990 foram realizados vários estudos relativos à população, que conduziram à formalização como raça.
Historicamente é um cão usado no maneio e condução de gado, muito ágil e dinâmico, conduzindo e juntando o gado com grande facilidade, sendo também utilizado no maneio de gado bravo. Recentemente tem sido adaptado como cão de companhia e de guarda.
De acordo com o Clube Português de Canicultura (CPC) «é utilizado ainda como cão de guarda, função que desempenha com eficácia», ao mesmo tempo que é «um bom cão de companhia» face ao seu «carácter afável e ensino fácil».
O barbado provavelmente evoluiu de cães trazidos pelos povoadores a partir do século XV e que eram usados na recolha de gado bravo. No seu aspecto geral, surge referência a um cão rústico e com corpo forte e bem musculado.
A pelagem é comprida, abundante e ondulada de cor amarela, cinzenta, preta, fulvo e lobeiro nas tonalidades claro, comum e escuro, podendo ser manalvos, pedalvos, quadralvos, com frente aberta, encoleirados e com malhas brancas no peito, ventre e ponta da cauda.
A altura ao garrote dos machos: 52–58 cm e das fêmeas: 48–54 cm. O peso dos machos: 25 30 kg e das fêmeas: 21–26 kg.
Quanto ao comportamento e carácter, é tido como cão companheiro e fiel ao dono, inteligente, afável, alegre, meigo e voluntarioso.